# Elecciones federales de la Confederación Alemana del Norte de febrero de 1867

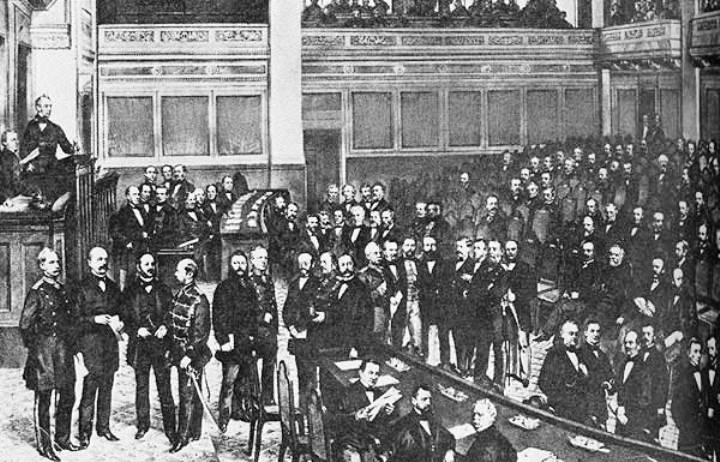
Reunión del Reichstag Constituyente, 1867

Las elecciones al Reichstag Constituyente de la Confederación Alemana del Norte se celebraron el 12 de febrero de 1867, con elecciones de segunda vuelta durante las siguientes semanas. El Partido Nacional Liberal surgió como el partido más grande, ganando 80 escaños y recibiendo un fuerte apoyo en Hannover, Kassel y Nassau. La participación electoral fue de alrededor del 65% en las circunscripciones prusianas. Después de que el Reichstag Constituyente redactó y acordó una nueva constitución, se celebraron nuevas elecciones en agosto.
La Confederación Alemana del Norte se dividió en 297 distritos electorales uninominales, de los cuales 236 estaban en Prusia. Todos los hombres mayores de 25 años y que no recibían asistencia pública estaban habilitados para votar.

## Resultados
| Partido                                      | Escaños |
| -------------------------------------------- | ------- |
| Partido Nacional Liberal                     | 80      |
| Partido Conservador                          | 59      |
| Partido Conservador Libre                    | 39      |
| Viejos Liberales                             | 27      |
| Partido Progresista Alemán                   | 19      |
| Asociación Constitucional del Estado Federal | 18      |
| Asociación Libre                             | 14      |
| Polacos                                      | 13      |
| Liberales independientes                     | 11      |
| Conservadores independientes                 | 8       |
| Daneses                                      | 2       |
| Partido Popular Sajón                        | 2       |
| Otros                                        | 5       |
| Total                                        | 297     |